# Antoaneta Todorova
Antoaneta Ivanovna Todorova-Selenska (Bulgaars: Антоанета Иванова Тодорова-Селенска) (Samovodene, 8 juni 1963) is een voormalige Bulgaarse speerwerpster. Zij nam driemaal deel aan de Olympische Spelen en had bijna een jaar het wereldrecord in handen op deze discipline.
In 1979 won ze een bronzen medaille op het EK junioren. Twee jaar later werd ze Europees jeugdkampioene in Utrecht met een beste poging van 64,12 m. Bij haar olympisch debuut in 1980 drong ze door tot de finale en behaalde hier een tiende plaats in 60,66 m. Op 15 augustus 1981 verbeterde ze tijdens een wedstrijd in Zagreb het wereldrecord tot 71,88 m.
In 1988 werd ze met 56,78 m op de Olympische Spelen van Seoel elfde. Vier jaar later sneuvelde ze in Barcelona in de kwalificatieronde met een beste poging van 59,40 m.

## Titels
- Bulgaars kampioene speerwerpen - 1981, 1982, 1983, 1984
- Balkan kampioene speerwerpen - 1980, 1981, 1984
- Europees jeugdkampioene speerwerpen - 1981

## Persoonlijke records
| Onderdeel               | Prestatie       | Datum            | Plaats |
| ----------------------- | --------------- | ---------------- | ------ |
| speerwerpen (oud model) | 71,88 m (ex-WR) | 15 augustus 1981 | Zagreb |

## Palmares

### speerwerpen
- 1979:  EK junioren - 57,76 m
- 1980: 10e OS - 60,66 m
- 1981:  EK junioren - 64,12 m
- 1981:  Europacup - 71,88 m
- 1981:  Wereldbeker - 70,08 m
- 1984:  Olympische Boycot Spelen - 65,40 m
- 1988: 11e OS - 56,78 m
- 1990: 7e EK - 61,24 m
- 1993: 10e WK - 58,82 m
- 1994: 6e Goodwill Games - 59,26 m